# 아담 사이티예프
아담 하미도비치 사이티예프(러시아어: А́дам Хами́дович Сайти́ев, 1977년 12월 12일~)는 러시아의 레슬링 선수이다. 2000년 하계 올림픽에서 남자 미들급 금메달을 획득했고 세계 선수권 대회에서 금메달 2개를 획득했다.
형인 부바이사르도 올림픽에서 금메달을 획득한 레슬링 선수이다.